# Señor Miedo
Señor Miedo es el nombre de cuatro supervillanos que aparecen en los cómics estadounidenses publicados por Marvel Comics. El personaje a menudo se representa como un antagonista del héroe Daredevil.

## Historial de publicaciones
Señor Miedo es la identidad de varios supervillanos que utilizan un 'gas del miedo' especial disparado con una pistola de perdigones de gas; la versión original (Zoltan Drago) apareció por primera vez en Daredevil #6 (febrero de 1965) y fue creado por Stan Lee y Wally Wood.
Star Saxon apareció por primera vez como segunda versión en Daredevil # 54 (julio de 1969).
La tercera versión (Larry Cranston) apareció por primera vez en Daredevil #89 (julio de 1972) y fue creado por Gerry Conway y Gene Colan.
La cuarta versión (Alan Fagan) apareció por primera vez en Marvel Team-Up #92 (abril de 1980) y fue creado por Steven Grant y Carmine Infantino.

## Biografía ficticia

### Zoltan Drago
Zoltan Drago era el propietario de un museo de cera en dificultades económicas y intentó utilizar sus conocimientos de química para crear un elixir que convertiría sus estatuas de cera en criaturas vivientes, con las que crearía un ejército privado. La sustancia química no logró crear vida en la cera, pero Drago descubrió que podía provocar miedo cuando se inhalaba. Diseñó un disfraz aterrador para sí mismo como el personaje de Señor Miedo.
Como el Señor Miedo original, Drago usó su gas del miedo para convertir en esclavos aterrorizados al brutal Ox de los Enforcers y a la Anguila. Nombrando a su triunvirato como la Comunidad del Miedo, entró en conflicto en la ciudad de Nueva York y fue derrotado por Daredevil y encarcelado.Drago fue asesinado más tarde por Starr Saxon por su equipo de Señor Miedo, y más tarde Larry Cranston decidió adoptar el equipo Señor Miedo.

### Starr Saxon
El ingeniero criminal Samuel "Starr" Saxon deseaba los medios para enfrentarse directamente a Daredevil. A pesar de su conocimiento de los robots, mató a tiros a Zolton Drago y robó el equipo de Señor Miedo. Como el segundo Señor Miedo, Saxon humilló a Daredevil en batallas televisadas, presentándose a sí mismo como el héroe en una serie de batallas de financiación benéfica contra el superhéroe. En la batalla final con Daredevil, Saxon fue desenmascarado y lanzado a la muerte. Los robots de Saxon usarían su mente como modelo para la conciencia central de Machinesmith.

### Larry Cranston
Lawrence "Larry" Cranston fue compañero de clase de Matt Murdock en la facultad de derecho, quien también se convirtió en empleador por un tiempo.Cranston se alojaba en una habitación de hotel al otro lado del pasillo de Zoltan Drago. Oyó por casualidad a Starr Saxon matando a Drago, y después de enterarse de que el propio Saxon había muerto, Cranston decidió asumir él mismo el disfraz de Señor Miedo.
Como tercer Señor Miedo, Cranston se volvió loco durante su primer esfuerzo contra Daredevil en San Francisco, saltando de un edificio, asumiendo que llevaba un paquete de cohetes que había usado previamente en la batalla con el héroe, y aparentemente murió debido a las heridas sufridas en una caída.
Cranston sobrevivió a la caída y regresó años después.Él planeó una serie de campañas destinadas a desacreditar a Daredevil con la ayuda de los Enforcers, la Anguila y la mujer insomne Insomnia. Daredevil los derrotó y Cranston abandonó la identidad de Señor Miedo.
Más tarde, Cranston resurgió, junto con los Enforcers a su lado, proporcionando a los criminales de Hell's Kitchen una droga que hace que el usuario se vuelva psicótico y no tenga miedo a la muerte, en la historia "Sin miedo". También intentó derrocar a Hood, como el principal jefe criminal de Nueva York. En un intento de hacerle la vida imposible a Daredevil, Cranston también le dio en secreto una sobredosis de la droga a Milla Donovan (la esposa de Daredevil); el resultado llevó al asesinato de un hombre inocente a manos de Milla. Los dos pelearon, pero Cranston, después de haber asesinado al creador de la droga y destruido todas las muestras conocidas del antídoto, obligó a Daredevil a perdonarle la vida debido a que era el único cuyo testimonio podría salvar a Milla de ser sentenciada a muerte por el asesinato cometido anteriormente. Pero antes de ser enviado a prisión, Cranston hizo que uno de sus secuaces le proporcionara un nuevo compuesto químico que había creado: uno que hizo que todos lo adoraran. Con este nuevo poder, Cranston entró en la cárcel como un "rey" de la prisión, rodeado de guardaespaldas, saludado por los guardias de la prisión y entrando en una lujosa celda con una oficial esperando para saludarlo.
Durante la historia de "King in Black", Señor Miedo se encuentra entre los villanos reclutados por el alcalde Wilson Fisk para ser parte de los Thunderbolts en el momento de la invasión de Knull.

### Alan Fagan
Alan Fagan nació en Madison, Wisconsin. Es el sobrino de Larry Cranston y el padre de Ariel Tremmore. Cuando Larry aparentemente murió, tomó posesión del gas del miedo y otros equipos.A diferencia de las otras versiones, el principal adversario de Fagan era Spider-Man, no Daredevil.
Como el cuarto Señor Miedo, Fagan intentó usar su gas del miedo en planes de chantaje que fueron bloqueados por Spider-Man, con la ayuda de Hawkeye.Fagan fue brutalmente atacado en prisión, gran parte de la piel de su rostro fue arrancada por hombres al servicio de Ariel, quienes usaron la piel para extraer los residuos del gas del miedo que su hija usó para convertirse en la villana Shock.
Fagan se recuperó de estas heridas y recibió armamento mejorado de la gobernante interina de Latveria, Lucia von Bardas, incluida una armadura que se asemeja a una versión metálica del traje tradicional de Señor Miedo. El armamento fue destruido en el clímax de la miniserie Secret War.
Fagan fue uno de los muchos criminales que escaparon de la prisión de Raft, siendo esclavo del villano Crossfire. Durante sus esfuerzos al servicio de Crossfire, Fagan fue nuevamente derrotado por Spider-Man.
A diferencia de Cranston, Fagan ha sido contratado por Hood para aprovechar la división de la comunidad de superhéroes causada por la Ley de Registro de Superhumanos.
Durante la historia de Fear Itself, Fagan descubre que la Serpiente y los Dignos están superando su talento para inducir miedo en las personas.

## Poderes y habilidades
Señor Miedo emplea un compuesto basado en la feromona de olor de vuelo, sustancias químicas producidas por la mayoría de los animales, utilizadas para comunicar una variedad de mensajes simples a distancia. Esta feromona con olor a vuelo estimula reacciones de miedo en los animales de manada. El fármaco está diseñado para seres humanos cuyas reacciones a las feromonas no se conocen del todo. Induce ansiedad severa, miedo y pánico y, a veces, alucinaciones de pesadilla en sus víctimas, dejándolas incapaces de luchar o resistir su voluntad. La droga se usa más comúnmente en forma de perdigones de gas disparados con una pistola. Los perdigones se rompen al contacto, liberando el olor del vuelo, que es inhalado por la víctima. La dosis contenida en una pastilla es suficiente para incapacitar a un hombre adulto normal durante unos 15 minutos, o a un hombre excepcionalmente en forma, como Daredevil, durante unos cinco minutos. Los efectos secundarios de ansiedad, nerviosismo y náuseas leves pueden persistir durante varios días.
Zoltan Drago tenía un intelecto talentoso y era un consumado escultor de figuras de cera. También era un talentoso químico aficionado e inventó las bolitas de miedo que él y los demás usaban como Señor Miedo.
Larry Cranston tenía una licenciatura en derecho y bastante experiencia jurídica. A veces empleaba dispositivos a reacción de un solo hombre, como Señor Miedo. Cuando Larry persiguió a Matt Murdock en un intento de arruinar la vida del hombre, mostró la capacidad de influir en las mentes de otras personas para que hicieran lo que él quería. Usando una droga que él mismo creó, también se hizo valiente. También entrenó extensamente en combate cuerpo a cuerpo para su enfrentamiento con Daredevil.
Alan Fagan descubrió que el olor a vuelo se puede administrar de otras maneras: utilizó una aguja hipodérmica en miniatura montada en su anillo para inyectar una gran dosis del líquido directamente en el torrente sanguíneo de su víctima. También ha utilizado un arma de mano que dispara cápsulas del gas del miedo. Se pueden absorber dosis pequeñas pero efectivas del aroma de vuelo a través de los poros de la piel en un espacio cerrado, pero el tiempo que lleva limita su utilidad. Trabajando con un químico no identificado, Fagan también ha adaptado otras feromonas para su uso, incluida una que hace que un hombre sea sexualmente irresistible para las mujeres.Alan es un hombre de negocios muy hábil. Llevó brevemente una armadura, que presumiblemente al menos le brindaba protección contra lesiones. La exposición crónica a sus diversas sustancias químicas ha resultado en la acumulación de su droga del miedo dentro de la piel de Fagan. Aunque no ha demostrado ser capaz de utilizar esto él mismo, Ariel Tremmore utilizó muestras de su piel para obtener poderes sobrehumanos como Shock.